# Mossel Bay (gmina)
Mossel Bay – gmina w Republice Południowej Afryki, w Prowincji Przylądkowej Zachodniej, w dystrykcie Eden. Siedzibą administracyjną gminy jest Mossel Bay.